# Sofia Velikaia
Sofia Aleksandrovna Velikaia (în rusă Софья Александровна Великая; n. 8 iunie 1985, Almatî) este o scrimeră rusă specializată pe sabie.
Velikaia a fost campioană europeană în 2006, 2008 și 2016. S-a clasat pe locul 4 la Jocurile Olimpice de vară din 2008 de la Beijing, pierzând la o tușă cu americana Rebecca Ward în „finala mică” pentru bronzul. A fost campioană mondială în 2011 la Catania, trecând în finala de campioana olimpică Mariel Zagunis. La Jocurile Olimpice de vară din 2012 de la Londra a ajuns în finala după ce a bătut-o pe ucraineanca Olha Harlan. A fost învinsă în finală de coreeana Kim Ji-yeon și s-a mulțumit cu argintul.
Cu echipa Rusiei este de cinci ori campioană mondială (în 2004, 2010, 2011, 2012 și 2015) și de cinci ori campioană europeană (în 2003, 2004, 2006, 2014 și 2015).

## Palmares
Clasamentul la Cupa Mondială
| An  | 2003 | 2004 | 2005 | 2006 | 2007 | 2008 | 2009 | 2010 | 2011 | 2012 | 2013 | 2014 | 2015 |
| --- | ---- | ---- | ---- | ---- | ---- | ---- | ---- | ---- | ---- | ---- | ---- | ---- | ---- |
| Loc | 21   | 11   | 6    | 3    | 7    | 5    | 3    | 3    | 2    | 2    | 30   | 26   | 1    |